# Dongoteay
Dongoteay är en ort i Mexiko.   Den ligger i kommunen Huichapan och delstaten Hidalgo, i den sydöstra delen av landet, 120 km nordväst om huvudstaden Mexico City. Dongoteay ligger 2 101 meter över havet och antalet invånare är 850.
Terrängen runt Dongoteay är kuperad söderut, men norrut är den platt. Runt Dongoteay är det ganska tätbefolkat, med 72 invånare per kvadratkilometer. Närmaste större samhälle är Huichapan, 3,8 km nordost om Dongoteay. I omgivningarna runt Dongoteay växer huvudsakligen savannskog.